# HMS Fencer (D64)
HMS Fencer (D64), nguyên là tàu sân bay hộ tống USS Croatan (CVE-14) (ký hiệu lườn ban đầu AVG-14 và rồi là ACV-14) của Hải quân Hoa Kỳ thuộc lớp Bogue, được chuyển cho Hải quân Hoàng gia Anh Quốc, và đã phục vụ trong Chiến tranh Thế giới thứ hai. Sau chiến tranh nó được hoàn trả cho Mỹ, được bán để hoạt động cho hàng hải thương mại tư nhân dưới nhiều tên khác nhau, và cuối cùng bị tháo dỡ vào năm 1975 tại Spezia.

## Thiết kế – Chế tạo – Chuyển giao
Nó được đặt lườn vào ngày 5 tháng 9 năm 1941 như một tàu hàng kiểu C3 theo hợp đồng với Ủy ban Hàng hải Hoa Kỳ; được hạ thủy vào ngày 4 tháng 4 năm 1942 với ký hiệu lườn AVG-14. Được Hải quân Hoa Kỳ sở hữu vào ngày 27 tháng 2 năm 1943, nó đồng thời được chuyển cho Anh Quốc theo chương trình Cho thuê-cho mượn cùng ngày hôm đó. Nó được đổi tên thành HMS Fencer (D64) và đưa ra hoạt động cùng Hải quân Hoàng gia như một chiếc thuộc lớp tàu sân bay hộ tống Attacker.

## Lịch sử hoạt động
Hoạt động như một tàu sân bay chống tàu ngầm, Fencer đã tham gia hộ tống các đoàn tàu vận tải vượt Đại Tây Dương, Bắc Cực và Châu Phi, cũng như từng tham gia một cuộc tấn công nhắm vào thiết giáp hạm Đức Tirpitz trước khi được chuyển sang Mặt trận Thái Bình Dương.
Sau khi Chiến tranh Thế giới thứ hai kết thúc, Fencer được hoàn trả cho Hoa Kỳ vào ngày 21 tháng 12 năm 1946. Nó được rút khỏi danh sách Đăng bạ Hải quân vào ngày 28 tháng 1 năm 1947, và được bán vào ngày 30 tháng 12 để hoạt động thương mại tư nhân dưới tên gọi Sydney. Con tàu đã trải qua nhiều lần đổi tên: trước tiên là Roma vào năm 1967, rồi Galaxy Queen vào năm 1970, Lady Dina vào năm 1972, và cuối cùng là Caribia vào năm 1973 trước khi bị tháo dỡ tại Spezia vào tháng 9 năm 1975.

## Văn hóa đại chúng
HMS Fencer đã có mặt trong trò chơi điện tử Axis & Allies Naval Miniatures: War at Sea